# Agrochola egorovi
Agrochola egorovi là một loài bướm đêm trong họ Noctuidae.